# Droit commercial international
Il est très difficile de donner une définition exacte au droit commercial international. Certains auteurs lui donnent une définition restrictive: "Le droit commercial international s'attache à l'étude des règles appelées à régir les relations économiques internationales qui se nouent entre opérateurs individuels, c'est-à-dire entre entreprises". Ainsi, le droit commercial est une branche du droit qui a pour objet de fournir tout d'abord des règles juridiques applicables aux relations entre opérateurs économiques, lorsque sont impliqués des mouvements (de flux et de reflux) de produits, de services ou de valeurs intéressant l'économie de plusieurs États. Les échanges commerciaux internationaux ont fait l’objet d’une réglementation. 

## Origine disciplinaire
Confirmer que le droit international commercial est une branche du droit international privé, paraît hâtif. En effet, si ce droit régit les relations comportant un élément d'extranéité entre individus, il en va autrement pour les relations économiques transfrontalières. Or, celles-ci ne sont plus seulement l'affaire des personnes de droit privé. Les États, sujets traditionnels du droit international public, deviennent, eux-aussi, des opérateurs commerciaux à part entière. La présence internationale des entreprises publiques, notamment dans le domaine de l'investissement, est de plus en plus significatif. On peut citer ainsi les activités d'EDF au Brésil ou en Argentine. Certes, ces entreprises utilisent les mêmes modalités que celles des entrepreneurs privés en matière de gestion et de concurrence, mais leur fort attachement aux rouages de l'État français (pour l'instant) reste, malgré tout, un élément essentiel de leur constitution. L'intervention des États dans la vie économique et leur « adoption » de la vie de l'entreprise privée, laisse une grande interrogation sur l'appartenance du droit international commercial au droit international privé.

## Les sources du commerce international
Le droit du commerce international est issu de trois sources :
- Les droits nationaux, qui sont la source fondamentale du droit du commerce international.
- Les sources internationales, constituées de toutes les conventions internationales portant sur les domaines du droit commercial international dont trois conventions particulièrement importantes :
  - La Convention de Vienne (1980) qui a pour objet de fournir un régime pour les contrats de vente internationale de marchandises et qui contribue à la sécurisation des échanges commerciaux.
  - Le règlement Rome 1 (2008), qui établit des règles uniformes pour déterminer la loi applicable aux obligations contractuelles de l’Union européenne.
  - La convention d’Ottawa de 1988 sur l’affacturage international.

- La Lex mercatoria,  elle désigne un ensemble de règles non écrites mais considérées par les acteurs du commerce international comme un ensemble de valeurs minimales acceptées de tous. On peut citer parmi ces règles la loyauté dans la conclusion et l’exécution des contrats, les droits de la défense, la règle de la parole donnée.

## Les caractères du droit du commerce international.
Le droit présente un caractère international et un caractère supplétif. Son caractère international est établi grâce à un élément d'extranéité. Le caractère supplétif est plutôt d'origine contractuelle car c'est un droit de nature composite fait de règles nationales et internationales, publiques et privées qui mélange les règles de conflit et les règles matérielles. L'arbitrage est privilégié comme mode de règlement des litiges, la saisine des tribunaux étant l'exception.

## Les spécificités du droit du commerce international
L'objectif principal du droit du commerce international est de parvenir à faciliter les échanges au niveau international. Egalement, le droit du commerce international a facilité mes procédure de règlements des conflits, notamment en introduisant des techniques comme l'arbitrage, la médiation et la conciliation. L’arbitrage faits intervenir des arbitres, qui sont investis d'un pouvoir juridictionnel, c’est-à-dire qu'ils doivent trancher comme le feraient un juge étatique. Les arbitres sont donc investis d'une mission juridictionnel. Cependant, dans la conciliation et la médiation, le conciliateur et le médiateur n'ont pas le pouvoir de trancher, ils facilitent seulement le rapprochement des parties.

## Le cadre institutionnel des opérations du Commerce International
Quelles sont les institutions qui régissent les opérations de Commerce International ? Nous avons d’une part les institutions à vocation financière et les institutions à vocation commerciale d’autre part.

### Les institutions à vocation financière
- Le Fonds Monétaire International :  le rôle du FMI dans les opérations du commerce international est relatif à ce que la monnaie représente pour les échanges. La monnaie est le principal support des échanges, or la parité monétaire est garantie par le FMI. Le FMI a une primauté sur les autres institutions y compris l’OMC et par conséquent peut demander par exemple à un pays de suspendre l’application des opérations effectuées par l’OMC.
- La Banque Mondiale : le rôle de la Banque Mondiale consiste principalement à accorder des prêts à des pays en développement.

### Les institutions à vocation commerciale
- La CNUDCI (Commission des Nations-Unies pour le droit du Commerce International) : elle a une vocation technique ; c'est-à-dire un rôle d’élaborer des textes, des instruments juridiques (ex : les lois types ; élaborations de beaucoup de conventions internationales telles la convention de viennes (1980) ; de Hambourg, les accords UE-ACP ce qu’on appelle maintenant APE. Elle a également une vocation politique, en rapport avec les conventions internationales qu’elle élabore
- La CNUCED (Conférence des Nations-Unies sur le Commerce et le Développement) : elle a mis en place le Système généralisé de préférence, cela veut dire que les pays riches doivent faciliter l’accès aux produits du Sud.
- L'OMC : elle favorise principalement l'ouverture commercial.

## Relation avec les disciplines voisines
Dans l'ensemble des manuels concernant l'enseignement du droit international, on peut souligner la citation de plusieurs disciplines comme le droit international économique ou le droit international des affaires. Le droit international commercial dispose de plusieurs points communs avec ces droits. Par exemple, le droit international économique organise et régit les rapports économiques entre les acteurs de l'économie internationale; cette spécialité se trouve au cœur du droit international commercial. Il en va de même pour le droit international des affaires. Cependant, il y a une différence importante qui subsiste. En effet, le droit international économique met l'accent, entre autres, sur les politiques économiques des États et leurs effets sur l'ensemble de la société internationale. Même si ces politiques concernent aussi les activités des entreprises privées (multinationales), le droit international commercial ne s'en occupe pas directement. Aussi, le droit international des affaires montre une différence avec le droit commercial international par rapport aux questions de l'investissement direct étranger.

## Les Incoterms
Les Incoterms sont des sigles commerciaux qui réglementent les problèmes liés à la logistique internationale et au transport de propriété des marchandises. Les Incoterms ont été édictées par la Chambre de Commerce International de Paris. Ils permettent de répartir les frais et les risques de l’acheminement de la marchandise entre le vendeur et l’acheteur. En somme choisir d’utiliser les Incoterms lors d’une opération de vente, c’est déterminer à l’avance qui paiera pour le transport, l’assurance, les frais de chargement, de déchargement des marchandises, les finalités douanières, les droits et les taxes à l’exportation ou à l’importation. En effet selon la loi de 1983 : nul ne peut transporter des marchandises si ces dernières ne sont pas assurées.

### Revues d'actualité juridique
- BTL			Bulletin des transports et de la logistique ;
- DET			Droit européen des transports ;
- DMF			Droit maritime français ;
- DPCI 			Droit et pratique du commerce international ;
- JDAI			Journal de droit des affaires internationales ;
- JDI			Journal du droit international (ancienne revue Clunet) ;
- JOCE			Journal officiel des Communautés européennes ;
- MOCI			Moniteur du commerce international ;
- RCDIP			Revue critique de droit international privé ;
- RDAI			Revue de droit des affaires internationales ;
- Rev. arb.		Revue de l’arbitrage ;
- RIDC			Revue internationale de droit comparé ;
- TCFDIP		 Travaux du comité français de droit international privé ;
- RQDI		Revue québécoise de droit international.

### Ouvrages
- Grands arrêts : Les grands arrêts du droit international privé (3e éd. 1998, par Bernard ANCEL et Yves LEQUETTE)
- BERNAT Cédric, "Le principe de l'effet relatif dans les contrats commerciaux internationaux", Thèse 2003, Université MONTESQUIEU BORDEAUX IV, publiée aux éditions A.N.R.T. 2005
- BEGUIN, JACQUES, Michel MENJUCQ, Droit du commerce international, publiée aux éditions LexisNexis SA. 2011. Ouvrage couronné par l'Académie des Sciences morales et politiques, Prix Francis Durieux 2006
- REMICHE BERNARD, RUIZ-FABRI, Le commerce international entre bi- et multilatéralisme, Editions LARCIER. 2010

### Articles
- BERNAT Cédric, "La LEX MERCATORIA : l'âme du DROIT COMMERCIAL INTERNATIONAL" : http://cedricbernat.wordpress.com/category/droit-commercial-international/
- BERNAT Cédric, "Les sûretés personnelles particulières au DROIT COMMERCIAL INTERNATIONAL : la « garantie à première demande », le « cautionnement à première demande » et la « lettre de crédit stand-by »" : http://cedricbernat.wordpress.com/2010/03/09/la-garantie-a-premiere-demande-ou-garantie-autonome/
- [1] Les incoterms expliqués par un spécialiste, sur https://www.leconomiste.com, (consulté le 21 décembre 2018)